# 怎样解题
《怎样解题》（英文：How to Solve It）是由匈牙利数学家乔治·波利亚写的一本解題手冊，其中有很多解决问题的方法。

## 四条原则
这本书建议你解题时遵循这四条原则。
1. 首先你要理解问题。
2. 在理解之后要做一个计划。
3. 执行计划。
4. 反思，想想看你能不能做得更好？

## 第一原則: 瞭解問題
必須瞭解問題
- 未知數是什麼? 已知數是什麼? 條件是什麼?
- 可能滿足條件的各個部分嗎? 條件足夠決定未知數嗎? 不夠嗎? 過多嗎? 矛盾嗎?
- 作一個圖, 導入適當的計劃。
- 分開條件的各部分。你能把它們分別寫下來嗎?

## 第二原則: 擬定計劃
找出未知數和已知數之間的關係, 如果找不到, 就只得考慮一些輔助問題, 想辦法擬定一個解題的計劃

## 第三原則: 實行計劃
實行你的計劃
- 實行你所擬定的計劃, 校核每一步驟。你能清楚的看出那步驟是正確的嗎? 你能證明它是正確的嗎?

## 第四原則: 回顧/延伸
校核所得的解答